# Volker Niehusmann
Volker Niehusmann (* 10. Juni 1963 in Essen) ist ein deutscher Gitarrist, Musikpädagoge, Komponist und Maler.

## Leben
Volker Niehusmann erhielt ersten fundierten Gitarrenunterricht bei Evert Brettschneider und studierte dann an der Folkwang Universität Essen bei  Hans Gräf (Gitarre) und  Iwona Salling (Kammermusik). Schon während des Studiums erhielt er wegen der hohen künstlerischen Qualität die  Erlaubnis, sich mit Carsten Linck zusammen „Folkwang Gitarren Duo“ zu nennen. Nach dem Kammermusikabschluss mit Auszeichnung und dem Konzertexamen konzertierte er weltweit in diesem Ensemble, aber auch mit anderen Musikern, wie Scot Weir (Tenor), Antje Bitterlich (Sopran), Christiane Weber (Sängerin und Kabarettistin), Marjana Lipovšek (Alt) oder Lesley Olson (Flöte). 1992 erhielt er für seine künstlerische und pädagogische Arbeit den Kulturpreis der Stadt Essen. Bis 1995 war er künstlerischer Leiter einer Musikreihe für Kinder in Witten.
Seit 1999 spielt er zusammen mit seiner Frau Judith Niehusmann als „Niehusmann Gitarren Duo“. Seit 2000 ist er Dozent für Gitarre an der Folkwang Universität der Künste in Essen. Der Gitarrist gab Konzerte in Europa, dem vorderen Orient und den USA. Als Solist trat er unter anderem mit dem Folkwang Kammerorchester und der Halleschen Philharmonie auf. Verschiedene Komponisten schrieben durch seine Anregung Werke für Gitarre. Der Komponist Mauricio Rosenmann Taub widmete dem Folkwang Gitarren Duo in seiner Oper „Frankenstein“ die dritte Szene. Niehusmann spielte für das ZDF und den WDR in verschiedenen Produktionen. Mit Peter Härtling und Scot Weir gestaltete er Abende zu Schubert und Hölderlin. Der Musiker leidet seit 1995 an einer beidhändigen fokalen Dystonie.
Seine Kompositionen, zu denen zwei Concertinos, Lieder, Duos und Solowerke für Gitarre gehören, sind bei verschiedenen Verlagen veröffentlicht, ebenso seine CD-Aufnahmen. 2015 komponierte Volker Niehusmann eine Passion für zwei Gitarren und Sprecher. Niehusmann ist regelmäßiges Jurymitglied für den deutschen Musikrat beim Landes- und Bundeswettbewerb „Jugend musiziert“. Verschiedene Features und Interviews wurden in internationalen Fachzeitschriften veröffentlicht (Gitarre & Laute, 2/1993; Staccato; Soundboard (USA); Classic Guitar (Süd-Korea)). Zu seinen Instrumenten zählen Gitarren von Dieter Hense, Richard und Martin Jacob (Weißgerber), Hermann Hauser III (10-saitiges Folkwang-Modell), Thorsten Lietz, und verschiedene Lauten-Instrumente.
Neben der klassischen Musik spielte Volker Niehusmann auch immer wieder Jazz mit seinem Zwillingsbruder Georg (Saxophon) sowie mit der der 2012 verstorbenen Sängerin und Kabarettistin Christiane Weber.
Seit 1998 trat der Musiker mit einer Einzelausstellung auch als bildender Künstler mit in Erscheinung. Seitdem ist er regelmäßig mit Ausstellungen vertreten. 2011 gewann er den 1. Preis für ein Gemälde bei internationalen Grafimuse-Festival, das sich an „Musikerinnen und Musiker jeden Alters [richtet], die neben ihrer Musik auch in der bildenden Kunst tätig sind.“

## Diskografie
- Folkwang Gitarren Duo (fn-musik), Johann Sebastian Bach: Englische Suite Nr. 3, Francesco da Milano, Niehusmann, Webern, Jolivet
- Renaissance & Barock (Signum), das Folkwang Gitarren Duo spielt auf zwei 11-saitigen Bolin-Altgitarren: Bach, Dowland, Gibbons, Praetorius, Robinson, de Visée
- Schubert – Mertz (Signum), Sonate für Arpeggione, Mertz Werke für 2 Gitarren; Folkwang Gitarren Duo
- Schubert: Winterreise D 911 (Signum), Liederzyklus nach Gedichten von Wilhelm Müller in einer Bearbeitung für Singstimme und zwei Gitarren von Linck & Niehusmann; Scot Weir (Tenor) & Folkwang Gitarren Duo
- Bad Boy (Signum), Musik aus dem 20. Jahrhundert: Daniel-Lesur, Jolivet, Hendrix, Leisner, Hindemith, Krenek, Pass/Ellis, Webern, Niehusmann; Folkwang Gitarren Duo
- Nacht, heller als der Tag (Orfeo), Dietrich Fischer-Dieskau liest Geschichten zur Weihnacht; Musik: Folkwang Gitarren Duo
- Brahms: Volkslieder (Orfeo), Volks- und ausgewählte Lieder in Bearbeitung für Singstimme und zwei Gitarren von Linck & Niehusmann; Marjana Lipovsek (Alt) & Folkwang Gitarren Duo & Anthony Spiri (Klavier)
- Impresiones Españolas (Orfeo), Granados (Danzas Españolas, Mompou (Impresiones Intimas))
- Easy Street (sonicmarket), Jazz-Ballads: Christiane Weber (Vocals) & Volker Niehusmann (Guitar)
- Another Blue (sonicmarket), Songs of Joni Mitchell:Christiane Weber (Vocals) & Volker Niehusmann (Guitar)
- 19 Uhr (sonicmarket), Konzertmitschnitt, Dowland, Weiss, Mompou, Britten; Volker Niehusmann (Gitarre)
- Die Lieblingsgedichte der Deutschen (Patmos/WDR), gelesen von Sander, Thalbach, Mellis, Mühe, Beikircher u. a.; Musik von und mit Volker Niehusmann (Gitarre)
- La Femme solitaire (sonicmarket), Jacquet de la Guerre: Esther, Schubert: Mignon, Schumann: Maria Stuart; Antje Bitterlich (Sopran) & Volker Niehusmann (Gitarre)
- Divan (sonicmarket), The Divan of Moses-Ibn-Ezra: Liederzyklus von Castelnuovo-Tedesco, Drei Frühlingslieder von Volker Niehusmann; Antje Bitterlich (Sopran) & Volker Niehusmann (Gitarre)
- Feliz! (sonicmarket), Brouwer, Absil, Pernambuco, Barroso, Nazareth, Gangi; Judith & Volker Niehusmann/Niehusmann Gitarren Duo(Gitarre)
- America latina (sonicmarket), Villa-Lobos, Barrios-Mangoré; Volker Niehusmann (Gitarre)
- Gitarrenduos des Barock (Naxos), Weiss/Niehusmann: Suite Nr. 2, Weiss/Bach: Suite A-Dur (BWV 1025); Niehusmann Gitarren Duo
- Padre Antonio Soler – Sonatas (Naxos), Arrangements für zwei Gitarren; Niehusmann Gitarren Duo
- Letters (Dreyer/Gaido), Britten, Argento, Duarte; Scot Weir (Tenor) & Volker Niehusmann (Gitarre)

## Kompositionen
- Die nasse Brücke – für Gitarre solo
- Dialoge – für Klavier und Gitarre über ein Thema von Anton Diabelli
- Drei Frühlingslieder – für Gesang und Gitarre
- … und einsam unter dem Himmel … – Liederzyklus für Gesang und Gitarre
- Suite miniatur – für zwei Gitarren
- Suite Nr. 2 – mit 12 Tönen für zwei Gitarren
- Suite Nr. 3 Noa-Noa – für zwei Gitarren zu Bildern von Paul Gauguin
- Songs of Calypso  – für zwei Gitarren zu einem Bild von Arnold Böcklin
- Tableaux français  – Sonate für zwei Gitarren
- Concertino Nr. 1 – in memoriam Ernst Krenek für Gitarre, Violine und Violoncello
- Concertino Nr. 2 – für Gitarre, Violine und Violoncello
- Dora weint – für zwei Gitarren zu einem Gemälde von Pablo Picasso
- Passion nach dem Evangelium des Johannes – mit musikalischen Betrachtungen für zwei Gitarren